# Karl Costa
Pour les articles homonymes, voir Costa.
Karl Costa ou Kostia (né le 2 février 1832 à Vienne, mort le 11 octobre 1907 dans la même ville) est un librettiste autrichien.

## Biographie
Après quelques semestres comme auditeur de cours de philosophie, à 20 ans, il s'occupe de la loterie à Prague puis devient rédacteur de 1879 à 1891 du journal satirique et politique Hans Jörgel von Gumpoldskirchen. Entre 1882 et 1885, il dirige le Theater in der Josefstadt. Il écrit des livrets entre autres pour Franz von Suppé, Johann Brandl, Anton M. Storch ou Ivan Zajc, ainsi que de nombreuses pièces de théâtre, des farces populaires et des parodies.
En 1982, il écrit Bruder Martin, qui est son plus grand succès, donné 200 fois au Raimundtheater. Il écrit à la même époque  Glücksnarren et Franz Schubert donnés aussi au Raimundtheater.
Dans les dernières années, Costa, malade, vieux et atteint par l'asthme, vit la plupart du temps assis à son bureau. Une quinzaine de jours avant sa mort, l'écrivain se rend Burg Hartenstein pour une cure d'eau froide au château de Hartenstein, mais il tombe malade et est ramené chez lui à Vienne.
Son fils Martin Costa sera écrivain ; un deuxième fils, Felix Kostia-Costa, travaille pour Paul Zsolnay Verlag.

## Œuvre
- Eine Rittergeschichte, 1864
- Maler und Anstreicher, 1864
- —, Anton Langer (texte), Franz von Suppé (musique): Leichte Cavallerie. Komische Operette in zwei Akten, 1866
- —, Franz von Suppé (musique): Freigeister. Operette in zwei Akten, 1866
- Wiener Zugstücke, parodie, 1868
- —, Franz von Suppé (musique): Die Frau Meisterin. Komische Zauber-Operette in drei Abtheilungen, 1868
- —, Anton Storch (musique): Ihr Seliger. Originalposse mit Gesang und Tanz in drei Akten mit sechs Bildern, 1868
- — avec Fritz Mai, Anton Maria Storch (musique): Frou-Frou. Mit der Büchse, 1870
- —, Johann Nestroy (texte), Franz von Suppé (musique): Lohengelb, oder Die Jungfrau von Dragant (Tragant). Komische Operette in zwei Akten, 1870
- —, Anton M. Storch (musique) : Aufwärts von Stufe zu Stufe, Posse, 1870.
- —, Franz Roth (musique): Wir Demokraten! Sociales Original-Volksstück mit Gesang in drei Abtheilungen und sieben Bildern, 1870
- Eine Frau nach der Mode. Volksstück mit Gesang in 6 Bildern, 1870
- Der Prinz von der Nadel. In fünf Bildern mit Gesang, 1871
- Ein alter Junggeselle. Original-Posse mit Gesang in fünf Akten, 1875
- —, Carl Kleiber (musique): Ein Kreuzer. Original-Posse mit Gesang und Tanz in drei Acten und sechs Bildern, 1875
- —, Carl Millöcker (musique): Ein Blitzmädel. Posse mit Gesang in vier Acten, 1877
- —, Carl Millöcker (musique): Ihr Korporal, 1877
- —, Paul Mestrozi (musique): Die Türken vor Wien. Vaterländisches Volksstück mit Gesang in vier Bildern nebst Prolog und Epilog, 1882
- —, Richard Thiele (musique): Die Goldtante. Posse mit Gesang in vier Akten. Busing, Wien 1888
- —, Max von Weinzierl (musique): Bruder Martin. Volksstück mit Gesang in vier Acten, 1895
- —, Max von Weinzierl: Glücksnarren. Wiener Volksstück mit Gesang in fünf Acten, 1897
- —, Max von Weinzierl: Fechtbrüder. Posse mit Gesang in vier Acten, 1898
- Das Hufeisen. Volksstück mit Gesang in vier Acten, 1900
- —, Franz Schubert (musique), Carl Antropp (arrangements): Franz Schubert. Volksstück mit Gesang in sechs Bildern, 1904
- Wilhelm Sterk (texte), — (en partie), Leon Jessel (musique): Die goldene Mühle. Singspiel in drei Akten und vier Bildern., 1936.
- —, Karl Kapeller (musique): Die Fechtbrüder, farce comique.
- Ihr Graf. Lustspiel in vier Akten.
- Die Turf-Lori. Schwank in vier Akten.

## Source
- (de) Cet article est partiellement ou en totalité issu de l’article de Wikipédia en allemand intitulé « Karl Costa » (voir la liste des auteurs).